# Мрози (Поморське воєводство)
Мрози (пол. Mrozy) — село в Польщі, у гміні Сераковиці Картузького повіту Поморського воєводства.
Населення — 379 осіб (2011).
У 1975-1998 роках село належало до Гданського воєводства.

## Демографія
Демографічна структура станом на 31 березня 2011 року:
|          | Загалом | Допрацездатний вік | Працездатний вік | Постпрацездатний вік |
| -------- | ------- | ------------------ | ---------------- | -------------------- |
| Чоловіки | 203     | 69                 | 127              | 7                    |
| Жінки    | 176     | 45                 | 112              | 19                   |
| Разом    | 379     | 114                | 239              | 26                   |